# Oldřich Kautský
Oldřich Kautský (20. dubna 1906 Praha – 22. listopadu 1980 Praha) byl český publicista, filmový kritik a teoretik, scenárista a překladatel z italštiny a francouzštiny.

## Život
Oldřich Kautský se narodil 20. dubna 1906 v Praze. Vystudoval a až do druhé světové války se věnoval učitelské a pedagogické práci. Zájem o film ho přivedl ke psaní článků do filmových časopisů a už v roce 1940 napsal první filmový námět. Po roce 1945 přispíval do periodik Práce, Svobodné noviny a dalších. V letech 1947–1948 byl odpovědným redaktorem časopisu Filmové noviny. V roce 1948 ho UNESCO vyslalo do Itálie, kde provedl šetření o tamních filmových poměrech. Od roku 1950 byl scenáristou v Filmovém studiu Barrandov, poté pracoval v dabingu a v Československé televizi.
Jeho syn Petr Kautský je redaktor, překladatel a tlumočník italštiny.

## Dílo

### Scenárista a autor filmových námětů
V letech 1950–1956 pracoval jako scenárista Filmového studia Barrandov. Podle jeho námětů a scénářů vznikly filmy:
- Poznej svého muže (1940) – námět a scénář; režie Vladimír Slavínský, v hlavních rolích Theodor Pištěk, Ferenc Futurista Jaroslav Marvan[3]
- Pyšná princezna (1952) – námět a scénář (s Bořivojem Zemanem) podle pohádky Boženy Němcové Potrestaná pýcha; režie Bořivoj Zeman, v hlavních rolích Alena Vránová a Vladimír Ráž
- Byl jednou jeden král... (1954) – námět (s Jiřím Brdečkou, Janem Werichem a Bořivojem Zemanem) podle pohádky Boženy Němcové Sůl nad zlato; režie Bořivoj Zeman, v hlavní roli Jan Werich
- Kudy kam? (1956) – scénář (s Otou Šafránkem podle Šafránkovy stejnojmenné divadelní hry; režie Vladimír Borský, v hlavních rolích Jaroslav Marvan, Irena Kačírková, Nataša Gollová
- Honza málem králem (1976) – námět a scénář; režie Bořivoj Zeman, v hlavních rolích Jiří Korn, Naďa Konvalinková

### Odborné publikace
- Umění vybrat si film (1946, Praha, Československé filmové nakladatelství
- Italský filmový neorealismus (Praha, Orbis, 1958) – zaměřil se především na osobnost filmového scenáristy Cesareho Zavattiniho a na další italské režiséry období filmového neorealismu v letech 1946–1951 – A. Blessitiho, Vittoria de Sicu, A. Verdana či Luigiho Zampu, kteří vytvářeli podobu filmového neorealismu v letech 1946-1951.
- Dabing, ano i ne (Praha, Český filmový ústav, 1970)

### Překladatel, filmový kritik a publicista
Až do vysokého věku se uplatnil jako překladatel a úpravce českých dialogů v dabingu a později v Československé televizi Praha.
Současně překládal divadelní hry z italského a francouzského jazyka, Aldovu Italskou baladu, Krokodýlové od Guida Rocca, Moje žena tvoje žena od Mattea Bandella, Mzda strachu od Georgese-Jeana Arnauda či Střecha od Cesareho Zavattiniho, a mnohé další (Po stopách noci, Neapol, město milionů, Filumena Marturano, Tahle strašidla!, Lež má dlouhé nohy, Z chládku do ráje, Straší či nestraší, Není šlechtic jako šlechtic).
Titulkoval filmy a překládal scénáře filmů Federica Felliniho, a stále se věnoval filmové publicistice a kritice.
Jako překladatel a tvůrce dialogů se podepsal v dabingu roku 1954 a v letech 1963 – 1974 u snímků Mužstvo z naší ulice, Malý muk, Černý Rafael a žlutý střevíc, Šest žen Jindřicha VIII., Království křivých zrcadel, Statek, Manželství po italsku, Čtvrtek, Stalo se za bílého dne, Dobrodruh z Istanbulu, Slunečníce, Generál Della Rovere a další.
Kautského pojednání o režiséru Otakaru Vávrovi je součástí knihy Otakar Vávra sto let.